# 大尤納奇基
49°49′40″N 26°57′55″E / 49.82778°N 26.96528°E
大尤納奇基（烏克蘭語：Великі Юначки）是位於烏克蘭西部的村莊，由赫梅利尼茨基州裡赫梅利尼茨基區的安東尼尼市鎮負責管轄。該村面積1.02平方公里，海拔高度285米，2001年人口274，人口密度每平方公里267.6人。